# Lago Fateh Sagar
Il lago Fateh Sagar si trova nella città di Udaipur nello Stato Indiano del Rajasthan. Si tratta di un lago artificiale, che ha preso il nome del Maharana Fateh Singh di Udaipur e Mewar, realizzato a nord-ovest di Udaipur e a nord del lago Pichola negli anni 1680.
È uno dei quattro laghi di Udaipur, assieme al lago Pichola (dentro la città di Udaipur), al lago Udai Sagar, ad est di Udaipur e al lago Dhebar o lago Jaisamand a sud-est di Udaipur.
All'interno del lago Fatah Sagar si trovano tre piccole isole: la più grande è denominata Nehru Park ed è un'attrazione turistica, la seconda ospita un parco pubblico con una fontana a getto e la terza è sede dell'Osservatorio solare di Udaipur (USO). Il Nehru Park è accessibile a mezzo di barche a motore. Le acque blu del lago e lo sfondo verde delle montagne hanno dato a Udaipur il soprannome di secondo Kashmir.
Un rapporto della Udaipur Lake Conservation Society sostiene che le acque sotterranee di ricarica del lago, l'uso agricolo, l'uso industriale, la disponibilità di acqua potabile ed ecologica danno lavoro al 60% della popolazione di Udaipur.

## Storia

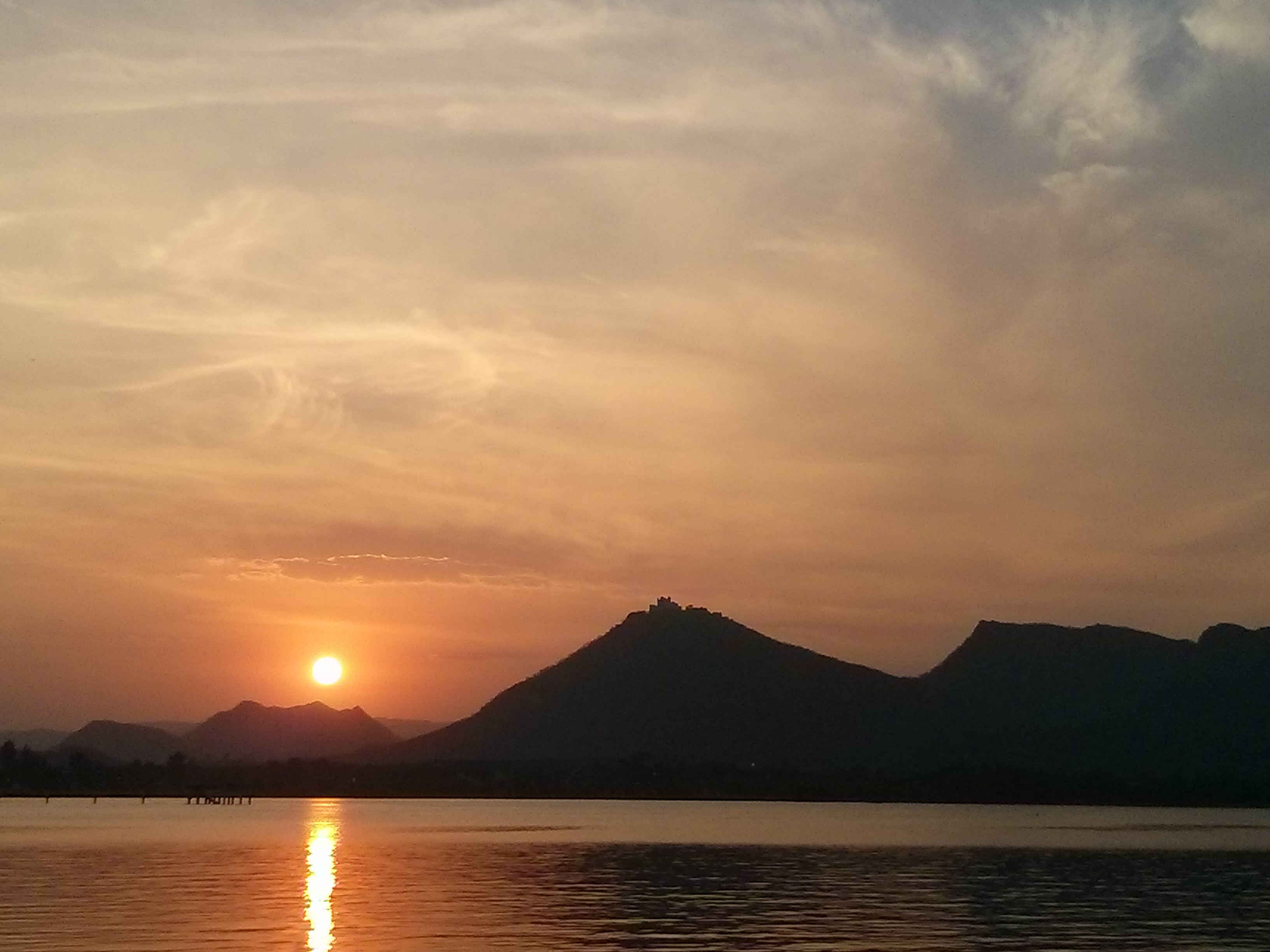
Tramonto sul lago

Nel 1687, il Maharana Jai Singh iniziò la costruzione del lago ma duecento anni dopo, le sponde di terra che formavano il lago vennero spazzate via da una piena, e allora il Maharana Fatah Singh, nel 1889, fece costruire la "diga Connaught" sul lago Dewali in occasione della visita del Duca di Connaught, figlio della regina Vittoria. La diga ampliò il lago che fu poi ribattezzato, lago Fateh Sagar.